# セーケシュフェヘールヴァール - コマーロム線
セーケシュフェヘールヴァール - コマーロム線（ハンガリー語;Székesfehérvár–Komárom-vasútvonal）は、ハンガリー国鉄の鉄道線の名称である。路線番号は5。
かつては停車駅が多かったが、多くの駅が休止されたため、平均駅間距離が10kmを越えている。

## 歴史
1858年9月23日にかつて国有鉄道の幹線運営の目的でコンソシアムが許可されて、帝国特認オーストリア南部鉄道（k.k. privilegierte Südbahngesellschaft）が設立された。1860年この路線は南部鉄道により開通されて、当時にコマーロム駅は新ソェーニ（Új Szőny）駅であった。

## 運行形態
- S150系統：　コマーロム - セーケシュフェヘールヴァール
各駅停車。2時間に1本の運行。
2021年以前は、一日2往復の運行で、1.5往復が4号線のエステルゴムまで乗り入れていた。2021年12月にエステルゴム直通が一日1往復に減便された後、9月3日に2時間に1本（7往復）に大幅増発された一方で、4号線への直通は取りやめとなった[2]。

## 駅一覧
以下では、ハンガリー国鉄5号線の駅と営業キロ、停車列車、接続路線などを一覧表で示す。なお、全て各駅停車である。
| 路線名 | 駅名                           | 駅間営業キロ | 累計営業キロ | 接続路線                       | 所在地                     | 所在地                         |
| ------ | ------------------------------ | ------------ | ------------ | ------------------------------ | -------------------------- | ------------------------------ |
| 5      | コマーロム駅                   | -            | 0            | 1号線、4号線                   | コマーロム・エステルゴム県 | コマーロム郡                   |
| 5      | セーニ南駅                     | 3            | 3            |                                | コマーロム・エステルゴム県 | コマーロム郡                   |
| 5      | ナジグマーンド・バーボルナ駅   | 15           | 18           |                                | コマーロム・エステルゴム県 | コマーロム郡                   |
| 5      | キシュベール駅                 | 16           | 34           |                                | コマーロム・エステルゴム県 | キシュベール郡                 |
| 5      | バコニシャールカーニ駅         | 8            | 42           |                                | コマーロム・エステルゴム県 | キシュベール郡                 |
| 5      | モール駅                       | 11           | 53           |                                | フェイェール県             | モール郡                       |
| 5      | チョーカケー駅                 | 6            | 59           |                                | フェイェール県             | モール郡                       |
| 5      | ボダイク駅                     | 1            | 60           |                                | フェイェール県             | モール郡                       |
| 5      | セーケシュフェヘールヴァール駅 | 22           | 82           | 20号線、29号線、30号線、44号線 | フェイェール県             | セーケシュフェヘールヴァール郡 |